# Julie Neveux
Julie Neveux, née en 1978, est une linguiste française, spécialiste de linguistique anglaise.
Ses recherches en linguistique cognitive portent sur l’expression implicite des sentiments.
Elle est membre du collectif des linguistes atterrées.

## Biographie
Normalienne et agrégée d'anglais, Julie Neveux est maîtresse de conférences en linguistique anglaise à Sorbonne Université et membre du Centre de Linguistique en Sorbonne (CeLiSo),    
Linguiste angliciste, elle est présidente de la Société de stylistique et d’analyse de discours anglophones. Sa thèse, soutenue en 2010, aborde l’expression du sentiment dans la poésie et les sermons de John Donne par le biais de la linguistique et de la stylistique.
Depuis septembre 2023, elle tient une chronique radio intitulée « Avec la langue » dans l'émission Grand bien vous fasse ! sur France Inter.
Membre du collectif des linguistes atterrées, elle intervient régulièrement dans les médias et prend position dans le débat public.

## Ouvrages
- John Donne: Le sentiment dans la langue, Rue d'Ulm, 2013 (ISBN 9782728804979)

- Je parle comme je suis: ce que nos mots disent de nous enquête linguistique sur le 21e siècle, Grasset, 2020 (ISBN 978-2-246-82173-1)
- Le langage de l'amour: de la rencontre à la rupture, comment les mots révèlent nos sentiments, Grasset, 2022 (ISBN 978-2-246-82696-5)
- La guerre des sexes : un point, c'est trop ! (Comédie en un acte sur l'écriture inclusive), AOC, coll. « Imprimés d'AOC », 2022 (ISBN 978-2-492542-06-0)
- Les Linguistes atterrées, Le français va très bien, merci, Gallimard, coll. « Tracts », 2023 (ISBN 978-2-07-303669-8)